# Lista gmin w stanie Zacatecas

Lokalizacja stanu Zacatecas na mapie Meksyku

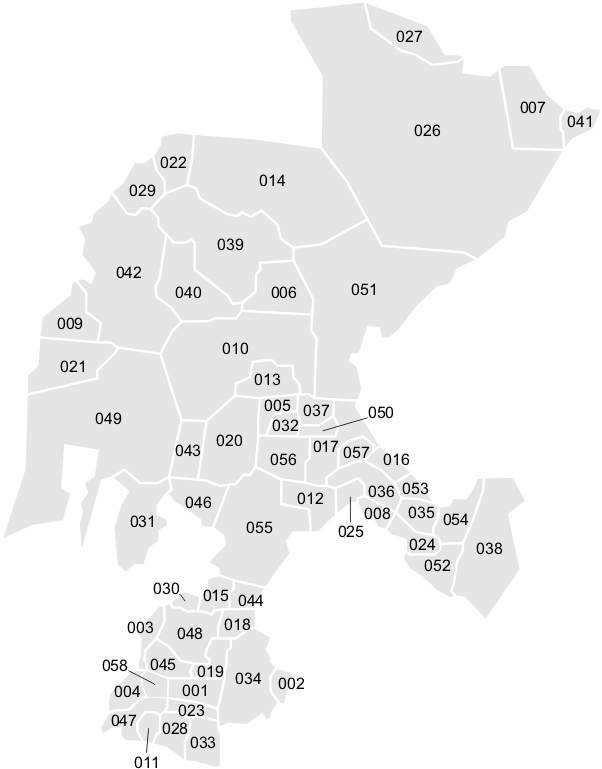
Gminy stanu Zacatecas oznaczone kodami Meksykańskiego Instytutu Statystycznego

Meksykański stan Zacatecas składa się z 58 gmin (hiszp. municipios).
| INEGI (kod statystyczny) | Nazwa gminy                  | Siedziba władz               | Liczba ludności |
| ------------------------ | ---------------------------- | ---------------------------- | --------------- |
| 001                      | Apozol                       | Apozol                       | 5 898           |
| 002                      | Apulco                       | Apulco                       | 4 801           |
| 003                      | Atolinga                     | Atolinga                     | 2738            |
| 004                      | Florencia de Benito Juárez   | Florencia de Benito Juárez   | 3 904           |
| 005                      | Calera de Víctor Rosales     | Víctor Rosales               | 36 106          |
| 006                      | Cañitas de Felipe Pescador   | Cañitas de Felipe Pescador   | 7 893           |
| 007                      | Concepción del Oro           | Concepción del Oro           | 11 857          |
| 008                      | Cuauhtémoc                   | San Pedro Piedra Gorda       | 11 272          |
| 009                      | Chalchihuites                | Chalchihuites                | 10 519          |
| 010                      | El Plateado de Joaquín Amaro | El Plateado de Joaquín Amaro | 1 619           |
| 011                      | El Salvador                  | El Salvador                  | 2 866           |
| 012                      | Fresnillo                    | Fresnillo                    | 196 538         |
| 013                      | Genaro Codina                | Genaro Codina                | 7 369           |
| 014;                     | General Enrique Estrada      | General Enrique Estrada      | 5 639           |
| 015                      | General Francisco R Murguía  | Nieves                       | 21 021          |
| 016                      | General Pánfilo Natera       | General Pánfilo Natera       | 21 398          |
| 017                      | Guadalupe                    | Guadalupe                    | 129 387         |
| 018                      | Huanusco                     | Huanusco                     | 4 239           |
| 019                      | Jalpa                        | Jalpa                        | 22 909          |
| 020                      | Jerez de García Salinas      | Jerez                        | 52 592          |
| 021                      | Jiménez del Teul             | Jiménez del Teul             | 4 855           |
| 022                      | Juan Aldama                  | Juan Aldama, Zacatecas       | 18 489          |
| 023                      | Juchipila                    | Juchipila                    | 11 603          |
| 024                      | Loreto                       | Loreto                       | 43 411          |
| 025                      | Luis Moya                    | Luis Moya, Zacatecas         | 10 982          |
| 026                      | Mazapil                      | Mazapil                      | 15 589          |
| 027                      | Melchor Ocampo               | Melchor Ocampo               | 2 508           |
| 028                      | Mezquital del Oro            | Mezquital del Oro            | 2 475           |
| 029                      | Miguel Auza                  | Miguel Auza                  | 20 683          |
| 030                      | Momax                        | Momax                        | 2 684           |
| 031                      | Monte Escobedo               | Monte Escobedo               | 8 855           |
| 032                      | Morelos                      | Morelos                      | 10 543          |
| 033                      | Moyahua de Estrada           | Moyahua de Estrada           | 4 600           |
| 034                      | Nochistlán de Mejía          | Nochistlán de Mejía          | 26 195          |
| 035                      | Noria de Ángeles             | Noria de Ángeles             | 13 197          |
| 036                      | Ojocaliente                  | Ojocaliente                  | 37 545          |
| 037                      | Pánuco                       | Pánuco                       | 14 897          |
| 038                      | Pinos                        | Pinos                        | 66 174          |
| 039                      | Río Grande                   | Río Grande                   | 57 708          |
| 040                      | Santa María de la Paz        | Santa María de la Paz        | 2 601           |
| 041                      | Saín Alto                    | Saín Alto                    | 19 333          |
| 042                      | Sombrerete                   | Sombrerete                   | 58 201          |
| 043                      | Susticacán                   | Susticacán                   | 1 235           |
| 044                      | Tabasco                      | Tabasco                      | 14 806          |
| 045                      | Tepechitlán                  | Tepechitlán                  | 7 965           |
| 046                      | Tepetongo                    | Tepetongo                    | 7 070           |
| 047                      | Teúl de González Ortega      | Teúl de González Ortega      | 5 278           |
| 048                      | Tlaltenango de Sánchez Román | Tlaltenango de Sánchez Román | 21 636          |
| 049                      | Trancoso                     | Trancoso                     | 15 362          |
| 050                      | Trinidad García de la Cadena | Trinidad García de la Cadena | 2 964           |
| 051                      | Valparaíso                   | Valparaíso                   | 32 499          |
| 052                      | Vetagrande                   | Vetagrande                   | 8 358           |
| 053                      | Villa de Cos                 | Villa de Cos                 | 30 420          |
| 054                      | Villa García                 | Villa García                 | 16 540          |
| 055                      | Villa González Ortega        | Villa González Ortega        | 11 853          |
| 056                      | Villa Hidalgo                | Villa Hidalgo                | 17 195          |
| 057                      | Villanueva                   | Villanueva                   | 28 760          |
| 058                      | Zacatecas                    | Zacatecas                    | 132 035         |